# Ашаризація

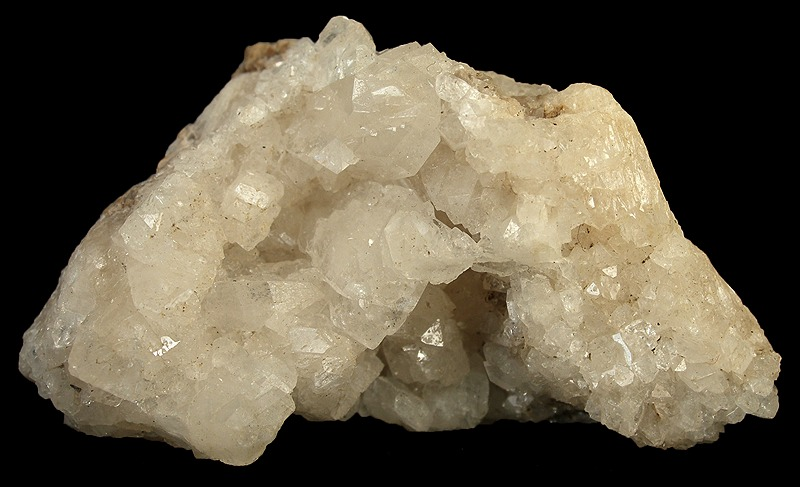
Ашарит

Ашаризація, або ашаритизація (рос. ашаризация, англ. ascharization, нім. Ascharization f) — у мінералогії екзогенний процес, який полягає у винесені калію із калібориту і утворенні на його місці ашариту та боронатрокальциту (улекситу).
Цей факт відзначався ще в 1937 році Михайлом Годлевським, який спостерігав у шліфі вростки ашариту в калібориті, які вказували на те, що каліборит при розкладанні переходить в ашарит.

## Інтернет-ресурси
- Универсальный немецко-русский словарь. Ascharization [Архівовано 16 лютого 2020 у Wayback Machine.]

| Геологія | Це незавершена стаття з геології. Ви можете допомогти проєкту, виправивши або дописавши її. |